# Benzylgroep

Structuurformule van een benzylgroep.

Een benzylgroep is een functionele groep, bestaande uit een benzeenring waarmee een methylgroep is verbonden. Aan deze methylgroep kan een willekeurige R-groep (alkyl of aryl) vastgehecht worden. De molecuulformule is C6H5CH2-R, maar dit wordt veelal afgekort tot Bn-. Zo kan benzylalcohol worden voorgesteld als C6H5CH2OH of als BnOH.
Vaak worden fenylgroep en benzylgroep verwisseld met elkaar: een benzylgroep kan immers worden gezien als een fenylgroep die met een methylgroep is verbonden.
De substituenten aan het niet-aromatische koolstofatoom worden vaak aangeduid als benzylisch. Zo bezit tolueen drie benzylische waterstofatomen (namelijk de waterstofatomen van de methylgroep).